# Mirza Djamal Djavanshir
 (septembre 2022).
Mirza Djamal Djavanshir Garabaghi (en azéri : Mirzə Camal Cavanşir Qarabaği; né en 1773 à Choucha et mort en 1853 à Choucha) est un historien et homme politique azerbaïdjanais, connu comme l'auteur de Tarikh-e Qarabagh (Histoire du Karabakh).

## Origine
Il est  membre du clan Hadjili de la tribu Djavanshir. Son père Mohammadkhan Bey est naib héréditaire de mahal Djavanshir-Dizak du khanat du Karabakh de 1777 à 1794.

## Biographie
Mirza Djamal déménage à Choucha avec sa famille lorsqu'il est nommé commandant de la  forteresse de Choucha. Il remplit les fonctions de vizir en remplaçant à ce poste Molla Panah Vaquif après son emprisonnement.  
Mirza étudie le persan et le turc. En 1787-1788, à l’âge de 15 ans  il devient secrétaire de la chancellerie d’Ibrahim  Khalil khan. Il accompagne Mammad Hasan agha Djavanshir en tant que secrétaire pendant la guerre russo-persane de 1804-1813, et devient témoin de la bataille de Khonaсhen.
Après 1822, il sert à la cour provinciale du Karabakh. Il est l’auteur du livre Tarikh-e Qarabagh, crée en persan.